# Iozefina Păuleț
Iozefina Păuleț (Iași, 19 februari 1989), sinds haar huwelijk ook wel Iozefina Werle, is een in Roemenië geboren Nederlandse schaakster. Zij heeft de FIDE-titel vrouwelijk grootmeester. In 2019 werd zij Nederlands kampioen bij de vrouwen. Sinds 2023 is zij gemeenteraadslid in Woerden.

## Biografie
Zij werd geboren in Roemenië waar ze schaakte en diverse medailles won. Rond 2010 kwam zij naar Nederland, volgens eigen zeggen om samen kunnen zijn met haar latere echtgenoot, schaakgrootmeester Jan Werle, met wie ze in 2019 trouwde, in de Woerdense Bonaventurakerk.
Zij studeerde in Groningen Europees en Internationaal recht, met een specialisatie in Energierecht. In 2017 verhuisde zij naar Woerden waar ze ging werken als business analist bij Intratuin. Zij werd bestuurslid van de Koninklijke Nederlandse Schaakbond en ging in Woerden schaakles geven aan kinderen.
In 2022 stond zij voor het CDA op de lijst voor de gemeenteraadsverkiezingen in haar woonplaats Woerden. Zij werd raadslid voor het CDA in 2023.

## Schaakcarrière

### In Roemenië
Păuleț vertegenwoordigde meerdere malen Roemenië op de Europese jeugdkampioenschappen schaken en op de wereldkampioenschappen schaken voor de jeugd. Zij schaakte in verschillende leeftijdscategorieën en won daarmee twee medailles: goud (in 2002, op het Europees jeugdkampioenschap schaken in de leeftijdscategorie meisjes U12) en zilver (in 2006, op het Europees jeugdkampioenschap schaken in de leeftijdscategorie meisjes U18). In 2002 won ze het Europees jeugdkampioenschap snelschaken in de meisjescategorie U14. 
Păuleț nam driemaal deel aan de Europese kampioenschappen schaken voor meisjes onder de 18 jaar (2004-2007), waar ze goud (2007) en zilver (2006) won in de teamscore, en brons (2007) in de individuele score.  
Ze won ook driemaal het Roemeense vrouwenschaakkampioenschap: twee keer zilver (2008, 2010) en eenmaal brons (2009). 

### Internationaal
Păuleț speelde voor Roemenië in de Vrouwen Schaakolympiade: 
- In 2008, op het vierde bord tijdens de 38e Schaakolympiade (vrouwen) in Dresden (+5, =3, -1).

Ze speelde voor Roemenië en Nederland op het Europees kampioenschap schaken voor teams:
- In 2007, op het vierde bord van het 7e Europees kampioenschap schaken voor teams (vrouwen) in Heraklion (+6, =1, -2),
- In 2017, op het vierde bord tijdens het 12e Europees kampioenschap schaken voor teams (vrouwen) op Kreta (+3, =2, -3).

### In Nederland
Ze speelde ook mee met het Nederlands kampioenschap schaken voor vrouwen: 
- In 2014[4]
- In 2016, bronzen medaille
- In 2019, gouden medaille[7]

In 2005 werd Păuleț onderscheiden met de titel FIDE Woman International Master (WIM) en vier jaar later ontving ze de titel FIDE Woman Grandmaster (WGM). 